# セクシーキャンパス美女旋風
『セクシーキャンパス美女旋風』（セクシーキャンパスびじょせんぷう、原題：Hamburger: The Motion Picture）は、1986年公開のアメリカのティーン・セックス・コメディ映画。
Mike Marvinが監督を務め、リー・マクロスキーが主役のラッセル・プロコを演じた。ラッセルは、プレイボーイで女性たちと次々とセックスするが、その結果、大学を退学させられていた。卒業証書を手に入れるために、ラッセルは、バスターバーガーのフランチャイズ店オーナーを養成するハンバーガー大学に入学することを決意する。
1985年に製作が開始された本作は、主にカリフォルニアで撮影され、翌年1月にロサンゼルスで初公開された。この映画は、ロサンゼルス・タイムズ紙、ニューヨーク・タイムズ紙、マイアミ・ヘラルド紙から否定的な評価を受けた。

## キャスト

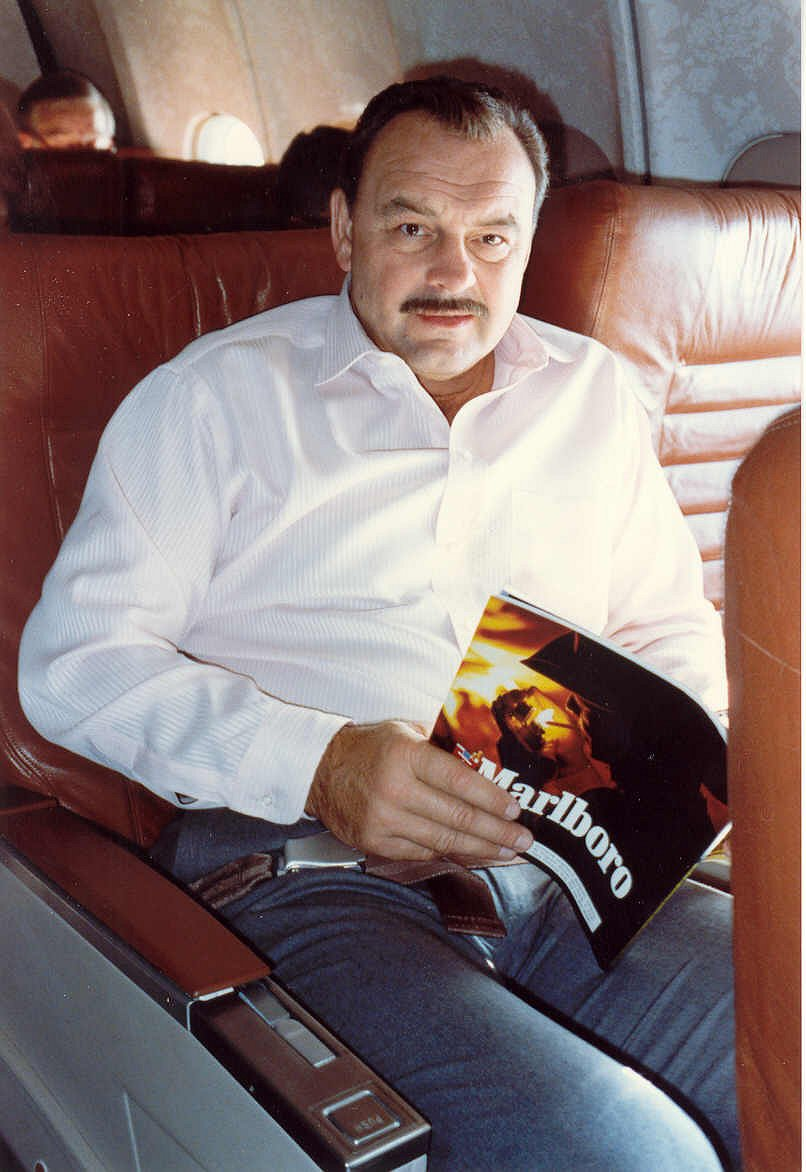
ディック・バトカス in 1983.

- ラッセル・プロコ - リー・マクロスキー（英語版）
- Drootin - ディック・バトカス
- Mrs. Vunk - Randi Brooks
- Nacio Herb Ziper - Jack Blessing
- Dr. Mole - Chuck McCann
- Fred Domino - Sandy Hackett
- Lyman Vunk - チャールズ・タイナー
- Mia Vunk - Debra Blee
- Perstopopnick - John William Young
- Sister Sara - Barbra Whinnery
- Counter Girl - Sarah Abrell
- Mrs. Cratchmatter - ペギー・レエ
- Officer Rigney - Robert Lee Minor
- バス運転手 - Bob Drew
- 警備員 - ロブ・ポールセン、Steve Conte、Jim Jackman、Peter Georgilas、ジョン・ロヴィッツ

## 製作
本作は、1985年5月29日に製作が開始された。

### 撮影
撮影は、映画の中でバスターバーガー大学として描かれたカリフォルニア州バレンシアのCollege of the Canyonsで行われた。その後、Canoga Parkに移動してレストラン「Campos Burritos」のシーンを撮影したが、映画の中で破壊されたレストランは後に再建された。

## 公開
この映画は、1986年1月27日にロサンゼルスで初上映され、その後、1986年3月21日にニューヨークで公開された。

## 評価

### 批評
Metacriticでは、4人の批評家による加重平均スコアが100点満点中15点で、「圧倒的な嫌悪（Overwhelming dislike）」を示している。ロサンゼルス・タイムズ紙のMichael Wilmingtonは、この映画を『アニマル・ハウス』や『ポリスアカデミー』の「残滓」と比較して、「お馬鹿で間抜けなセックス狂いの男たちや、巨乳で不満を漏らすセックスに飢えた女たち、叫ぶオタクたち、唸る能無し、吠え散らかすいじめっ子たちだらけの映画」と断じ、この映画のタイトルを『Motion Picture: The Hamburger』にすべきと結んでいる。マイアミ・ヘラルド紙のBill Cosfordも同様の比較を行い、「『ポリスアカデミー』やそれ以前の十数本の作品と同様、基礎訓練シットコムにソフトコアを取り入れたものだ」と述べ、映画の脚本が「理論上、R指定映画を観ることが禁止されている観客層だけを狙った脚本で失敗した」と断言した。ニューヨーク・タイムズ紙のWalter Goodmanは、この映画に対して「全身に浴びるなどの食べ物に関するギャグと、中華料理店のテーブルの下で行われているセックスを見つけるなどのセックスに関するギャグが中心である。また、黒人やラテン系アメリカ人、宗教全般（特に修道女）、太った人、消化管についてのジョークもある。その結果、無礼なシーンはたくさんあるが、あまり面白くはない」と指摘している。